# Стипулкі-Ґемзіно
Стипулкі-Ґемзіно (пол. Stypułki-Giemzino) — село в Польщі, у гміні Кулеше-Косьцельне Високомазовецького повіту Підляського воєводства.
Населення — 68 осіб (2011).
У 1975-1998 роках село належало до Ломжинського воєводства.

## Демографія
Демографічна структура станом на 31 березня 2011 року:
|          | Загалом | Допрацездатний вік | Працездатний вік | Постпрацездатний вік |
| -------- | ------- | ------------------ | ---------------- | -------------------- |
| Чоловіки | 36      | 7                  | 23               | 6                    |
| Жінки    | 32      | 9                  | 14               | 9                    |
| Разом    | 68      | 16                 | 37               | 15                   |